# Elvis Presley and America
"Elvis Presley and America" to piosenka rockowej grupy U2, pochodząca z jej wydanego w 1984 roku albumu, The Unforgettable Fire.
Bono, wokalista zespołu, przyznał, że piosenka, a tym samym jej tytuł, była reakcją na biografię Elvisa Presleya autorstwa Alberta Goldmana, która nie przedstawiała w zbyt pochlebny sposób zmarłego już muzyka. Nie był to ostatni raz, kiedy Bono nie zgadzał się ze stworzonymi przez Goldmana portretami legend rock & rolla. Frontman U2 przywołał postać Goldmana w utworze "God Part II" z 1988 roku. Wers "Don't believe in Goldman" był tym razem odpowiedzią na niepochlebną biografię Johna Lennona, której Albert był autorem.